# James Lawrence Orr

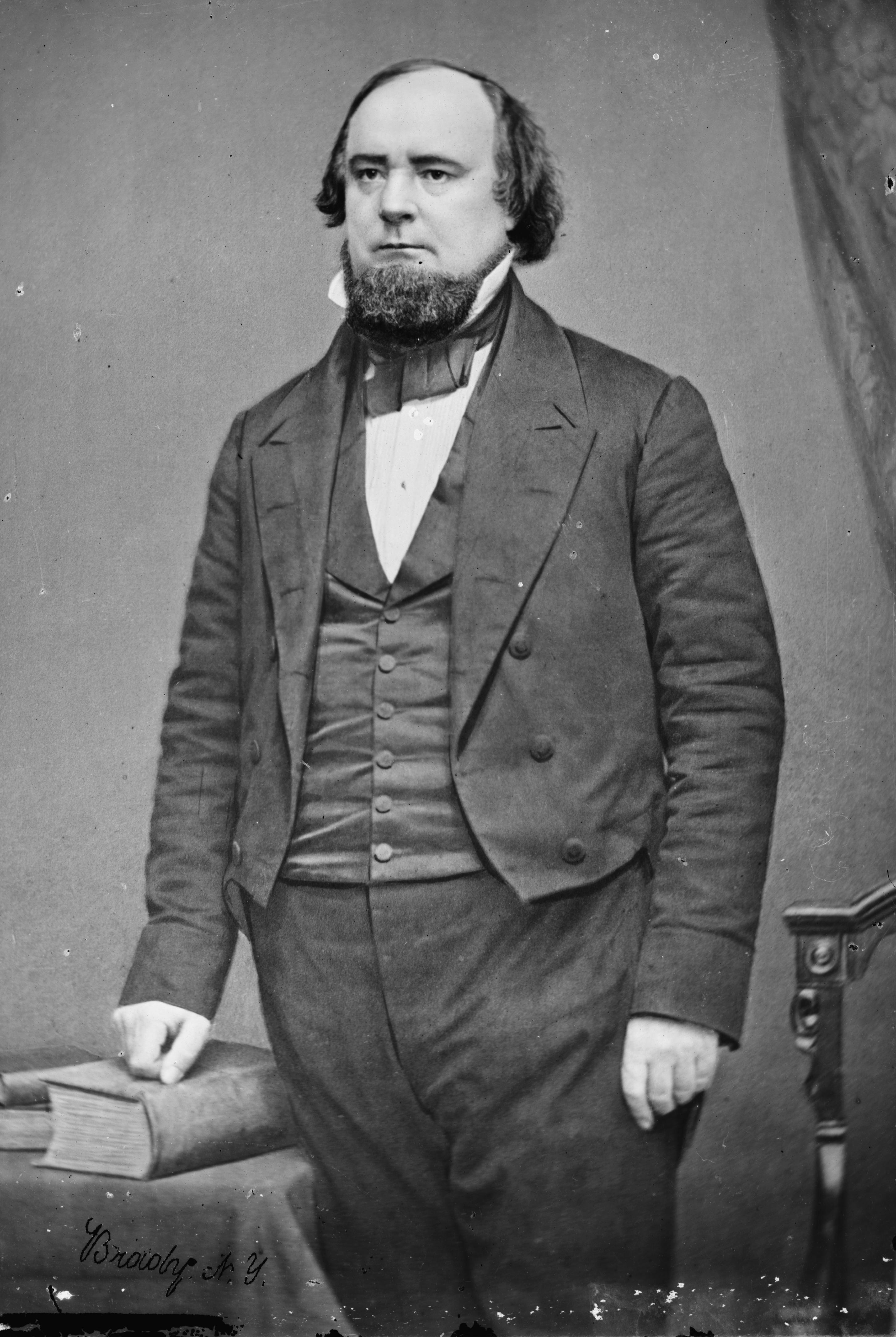
James Lawrence Orr

James Lawrence Orr, född 12 maj 1822 i Craytonville, South Carolina, död 5 maj 1873 i Sankt Petersburg, var en amerikansk demokratisk politiker och diplomat.
Orr utexaminerades 1842 från University of Virginia. Han studerade sedan juridik och inledde 1843 sin karriär som advokat i Anderson, South Carolina. Han var ledamot av USA:s representanthus 1849-1859. Orr var representanthusets talman i den 35:e kongressen 1857-1859.
Han var ledamot av Amerikas konfedererade staters senat 1862-1865 och efter kriget guvernör i South Carolina 1865-1868.
Orr var USA:s minister i Tsarryssland 1872-1873. Han avled i ämbetet. Orrs grav finns i Anderson, South Carolina.